# Bill Amend
William J. C. "Bill" Amend III, född 20 september 1962 i Northampton, Massachusetts, är en amerikansk serieskapare. Han tecknar sedan 1988 serien FoxTrot.

## Biografi
Amend gick på high school i Burlingame i Kalifornien där han var tecknare på skolans tidning, och senare på Amherst College, där han också tecknade åt skoltidningen, varifrån han tog studenten 1984.
Amend bor i Kansas City med fru och två barn.
21 maj 1999 utsåg Amherst College honom till hedersdoktor som Doctor of Humane Letters.
Den 5 december 2006 meddelade Universal Press Syndicate att FoxTrot skulle omvandlas till en söndagsstrip. Bill Amend ville fortsätta med serien, men i en mindre stressad takt. Efter att denna nyhet kom ut började karaktärerna i serien att diskutera en serietecknare som skulle dra ner på sin produktion till att enbart gälla söndagar och hur han i så fall bäst skulle fasa ut de dagliga stripparna. Den sista dagliga strippen av Foxtrot trycktes 30 december 2006.
26 maj 2007 fick Bill Amend en Reuben Award som årets serietecknare.
Amend är enligt egen uppgift en entusiastisk World of Warcraft-spelare.